# Griegos (kommun)
Griegos är en kommun i Spanien.   Den ligger i provinsen Provincia de Teruel och regionen Aragonien, i den centrala delen av landet, 170 km öster om huvudstaden Madrid. Antalet invånare är 143. Arean är 31 kvadratkilometer. Griegos gränsar till Albarracín.
Terrängen i Griegos är varierad.